# Урицький район (Орловська область)
Урицький район (рос. Урицький район) — адміністративно-територіальна одиниця (муніципальний район) Орловської області Центрального федерального округу Росії.

## Географія

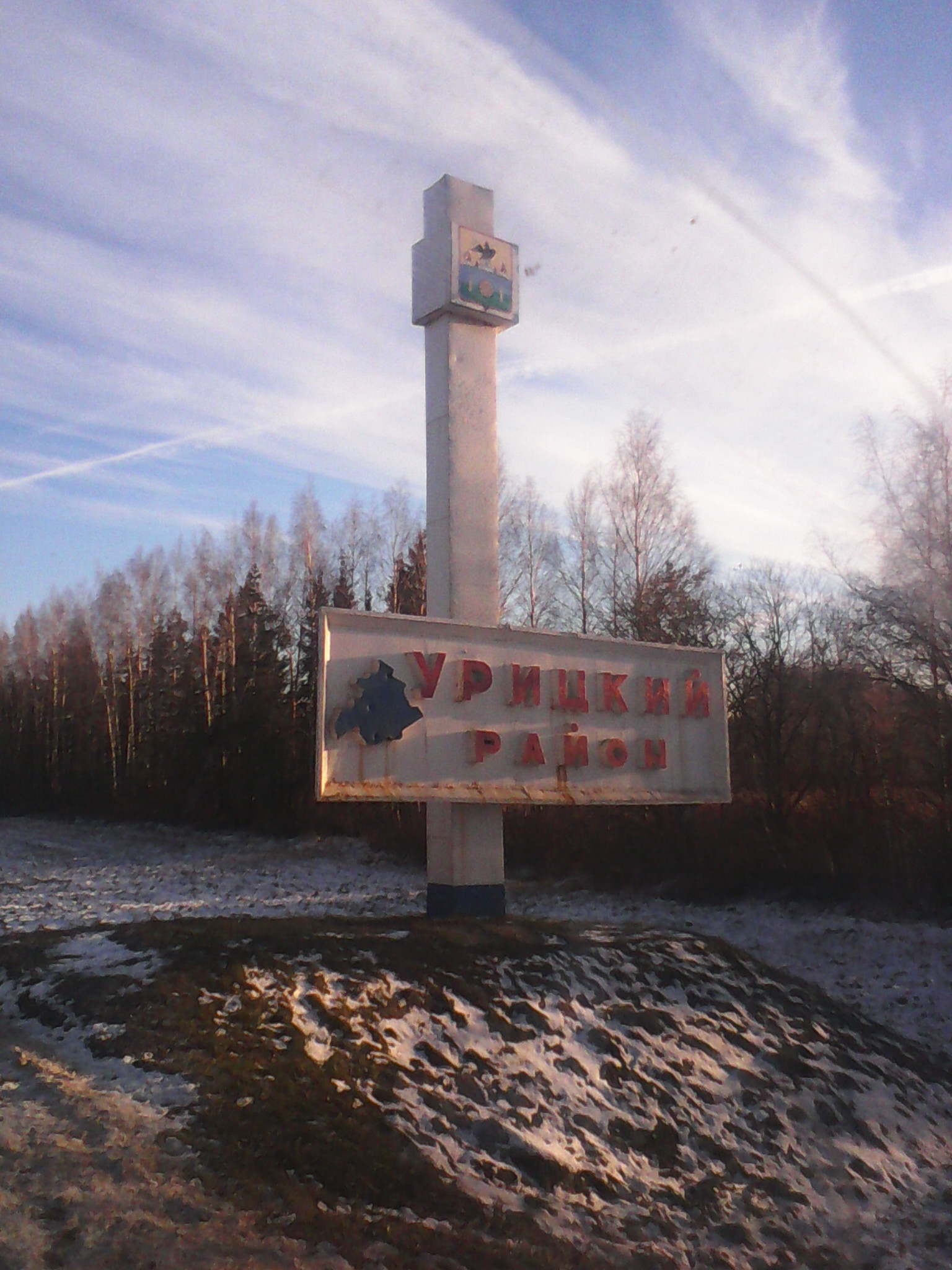

Урицький район розташований у центральній частині Середньоросійської височини, в межах степової та лісостепової зон, у західній зоні Орловської області. 
Район займає територію 838,38 км², або 3,4 % території Орловської області. Територією району протікають річки Орлик, Орлиця, Цон.
Районний центр — селище міського типу Наришкіно з населення 10 121 осіб. 

## Клімат
Район знаходиться в зоні помірно-континентального клімату. Зими тут теплі снігові, середня температура січня — -10 °С. Літо тепле, середня температура липня — +20 ˚С.

## Історія
16 липня 1928 року, в зв'язку з переходом до обласного та районного поділу, було утворено Центрально-Чорноземну область (ЦЧО) з центром в місті Воронежі, в її склад увійшла і територія Орловської губернії, яку включили в Орловський та частково Єлецького округу. До Орловського округу увійшло шістнадцять районів, в тому числі й Урицький.
У 1932 році територія району становила 1687 км². з населенням 103 576 осіб.
13 червня 1934 року, після ліквідації Центрально-Чорноземної області, район увійшов до складу новоствореної Курської області.
У 1935 році район був розкрупнений, з нього виділили Сосковський район.
З утворенням Орловської області у 1937 році район було виділено з Курської області.
У лютому 1963 році район був перетворений в Урицький сільський район, в нього також увійшли території скасованих Хотинецького, Шабликінського та Сосковських районів.
12 січня 1965 року було скасовано поділ на сільські і промислові райони.
1 січня 2006 року район перетворений в муніципальний район, що складається з 7 муніципальних утворень.

## Населення
Чисельність населення, станом на 2018 рік, — 19 661 тис. осіб, з яких 47,3 відсотка проживає в сільській місцевості, а 53,03% населення району в смт Наришкіно. 
| 1943   | 1959     | 1970     | 1979     | 1989     | 2002     | 2009     | 2010     | 2012     | 2013     | 2014     | 2015     | 2016     | 2017     | 2018     |
| 25 364 | ↗ 28 959 | ↗ 40 866 | ↘ 31 908 | ↘ 19 082 | ↗ 20 224 | ↘ 19 768 | ↘ 18 666 | ↗ 18 704 | ↗ 18 822 | ↗ 19 017 | ↗ 19 052 | ↗ 19 364 | ↗ 19 573 | ↗ 19 661 |

## Муніципально-територіальний устрій
У районі 153 населених пунктів в складі міського поселення «Селище Наришкіно» та 7 сільських поселень.
| № | Сільські поселення                | Адміністративний центр | Кількість НП | Населення | Площа, км² |
| 1 | Архангельське сільське поселення  | село Совхозний         | 32           | ↗ 1610    | 136,56     |
| 2 | Богданівське сільське поселення   | селище Гагарінський    | 19           | ↘ 1664    | 281,37     |
| 3 | Бунінське сільське поселення      | село Буніне            | 11           | ↘ 697     | 104,56     |
| 4 | Городищенське сільське поселення  | село Городище          | 26           | ↗ 1220    | 125,41     |
| 5 | Котовське сільське поселення      | селище Зарічний        | 3            | ↘ 647     | 109,82     |
| 6 | Луначарське сільське поселення    | селище Ясна Поляна     | 31           | ↗ 1854    | 137,96     |
| 7 | Подзаваловське сільське поселення | село Подзавалове       | 13           | ↗ 678     | 75,50      |

## Пам'ятки
На території району археологами виявлено городища (Мерцалове, Городище), селища (Бутове, Лебідка), поселення (Борщівка, Мешкове) та одна «стоянка», що відносяться до бронзового віку.

## Відомі персоналії, пов'язані з районом
- Волосатов Іван Кирилович — радянський офіцер, Герой Радянського Союзу.